# John Joseph Nevin
John Joseph Nevin, detto Joe (Mullingar, 7 giugno 1989), è un pugile irlandese, della categoria dei pesi gallo.

## Carriera dilettantistica
È stato campione irlandese nella categoria dei pesi gallo nel 2008, 2009, 2010, 2011 e 2012.

### Risultati alle Olimpiadi

#### Pechino 2008
Ha esordito a 18 anni ai giochi olimpici, eliminato agli ottavi di finale del torneo di pugilato delle Olimpiadi di Pechino del 2008, nella categoria dei pesi gallo.
- Batte Abdelhalim Ouradi ( Algeria) 9-4
- Sconfitto da Enkhbatyn Badar-Uugan ( Mongolia) 2-9

### Risultati ai Mondiali

#### Milano 2009
Ha vinto la medaglia di bronzo nella categoria dei pesi gallo ai mondiali di Milano 2009.
- Batte Rahim Najafov ( Azerbaigian) 19-4
- Batte Nikola Magovac ( Serbia) 14-3
- Batte Iderkhuu Enkhjargal ( Mongolia) 10-4
- Batte Gu Yu ( Cina) 7-5
- Sconfitto da Eduard Abzalimov ( Russia) 4-5

#### Baku 2011
Ha vinto la medaglia di bronzo nella categoria dei pesi gallo ai mondiali di Baku 2011.
- Batte Akhil Kumar ( India) 21-14
- Batte Otgondalai Dorjnyambuu ( Mongolia) +18-18
- Batte Orzubek Shayimov ( Uzbekistan) 19-17
- Sconfitto da Luke Campbell ( Inghilterra) 12-+12

### Risultati agli Europei

#### Mosca 2010
Agli europei di Mosca 2010 è stato eliminato ai quarti di finale nella categoria dei pesi gallo.
- Batte Karen Aylazyan ( Armenia) 13-2
- Batte Nordine Ait-Ihya ( Francia) 6-1
- Sconfitto da Gamal Yafai ( Inghilterra) 1-7

#### Ankara 2011
Agli europei di Ankara 2011 è stato eliminato ai quarti di finale nella categoria dei pesi gallo.
- Batte Pavlo Ischenko ( Ucraina) 19-13
- Batte Nikoloz Izoria ( Georgia) 15-10
- Sconfitto da Dmitriy Polyanskiy ( Russia) 12-13

### World Series of Boxing
A partire dalla stagione 2010-2011 è stato ingaggiato dalla squadra dei Paris United, con i quali combatte nella categoria dei pesi gallo alle World Series of Boxing.
Nel corso della stessa stagione ha vinto il titolo di campione delle WSB con la propria squadra, battendo in finale il kazako Mirzhan Rakhimzhanov con il punteggio di 3-0.